# Филип Енгелман
Филип Енгелман (Београд, 9. фебруар.1991) је фудбалер. Тренутно игра у Српској Лиги Запад за Борац Чачак на позицији штопера. У досадашњој каријери наступао је у девет различитих земаља као интернационалац и одиграо преко 250 утакмица у сениорској каријери.

## Каријера

### Млађе категорије
Рођен у Београду, али каријеру почиње у Чачку у тиму Ремонту тадашњег Друга лига Србије и Црне Горе, који му је био и први клуб у каријери што се тиче млађих категорија, где је био од 1998. до 2005. Након тога одлази у Београдски клуб Вождовац где наступа у кадетској и омладинској лиги и уједно дебитује као сениор прво за Железник као позајмљен играч, а затим и за Вождовац за који игра до сада још у два наврата.

### Инострана каријера
Након играња у Србији као интернационалац наступа у још 9 земаља Албанији, Румунији, Словачкој, Пољској, Монголији, Хрватској, Босни и Херцеговини и Црној Гори у којима је забележио преко 150 наступа.
Пре иностране каријере наступао је за екупу Вождовца и као позајмљени играч Железника. У пар наврата се враћао у домаћи фудбал наступајући за екипе Радничког из Београда, Јединства из Уба, Баната и Ресника. Као интернационалац креће пут Суперлиге Словачке у екипи Дукла Банска Бистрица, где након неког времена бива прослеђен на позајмицу у Румунској Лиги I у клуб Униреа Урзичени, затим га пут води и у Румунску Лигу II, затим Албанску лигу где наступа за Сопоти, а наступа затим и у Црногорској лиги. Након тога проводи неко време у Хрватским клубовима у којима је забележио наступе као једини српски капитен неког Хрватског клуба, између тога наступао је и у Пољској лиги једну полусезону. Након тога потписује за Славију из Источног Сарајева који наступа у Првој лиги Републике Српске. У сезони 2018-2019 са екипом ФК Уланбатора заузима вицешампионско место са четири бода заостатка у односу на првака државе.
У лето 2019 потписује уговор за Борац Чачак и након четири године се враћа у српски фудбал.

## Трофеји
ФК Уланбатор
- Премијер лига Монголије : Друго Место 2018

Борац Чачак
- Српска лига Запад : 2019-20